# Hell in a Cell

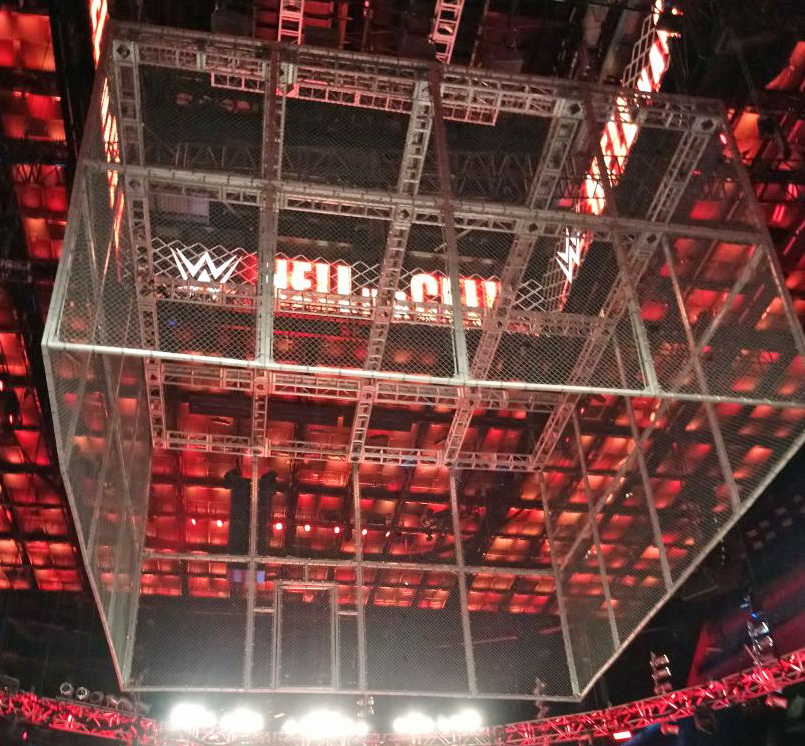
Hell in a Cell suspensa em cima do ringue

O Hell in a Cell é um tipo de combate de wrestling profissional, no qual o ringue e a área à sua volta ficam rodeado por uma jaula de aço totalmente coberta.
Os combates Hell in a Cell são raros, tendo havido somente trinta e duas do gênero na WWE desde o primeiro em 1997. Devido às dificuldades de logística em instalá-los, ao seu perigo, e ao fato de ser uma atração especial, os combates Hell in a Cell são geralmente vistos apenas em eventos pay-per-view e somente cinco combates foram realizados na televisão aberta.
O combate é considerado pelos comentadores Michael Cole e Tazz como um dos mais brutais alguma vez criados. O ex-comentarista da RAW Jim Ross foi o homem que apelidou a jaula de "estrutura demoníaca".
Triple H  é o lutador que mais venceu neste tipo de combate, com seis vitórias: Mick Foley, Chris Jericho, Kevin Nash,e HBK, além um combate Handicap match contra os The McMahons e Big Show e uma luta tag team contra The Legacy. Foi derrotado em três oportunidades:  Kurt Angle , Undertaker e Batista.
Undertaker com vitórias sobre Mick Foley, Big Boss Man, Randy Orton, Edge, CM Punk, Triple H e Shane McMahon é o maior vencedor com 7 vitórias dentro de cela, mas também é o que mais perdeu, está com 6 derrotas.
Mick Foley participou em dois Hell in a Cell tendo perdido os dois (contra Triple H e Undertaker).

## História
O Hell in a Cell foi introduzido pela primeira vez na WWF no Badd Blood de 5 de outubro de 1997 no Kiel Center, em St. Louis, Missouri. Foi num combate entre Undertaker e Shawn Michaels, que tinha custado a Undertaker o WWF Championship num ataque (onde foi árbitro especial) contra Bret Hart dois meses antes, no SummerSlam. Eles lutaram um-contra-um no In Your House: Ground Zero, mas a luta foi cancelada após eles atacarem os funcionários que estavam tentando restabelecer a ordem na luta.
Sua próxima luta era para ser uma Steel Cage Match, mas a WWE tomou um passo adiante: em vez de uma jaula de aço normal e que continha apenas o anel, uma grande estrutura de aço com um telhado foi feito, colocando não só o anel, mas também a área em torno do ringue. O amplo espaço entre o avental do anel e as paredes permitia que os lutadores saíssem para fora do ringue, assim como pegar armas debaixo do ringue. Além disso, ao contrário de uma partida de Steel Cage Match (onde escapar da jaula é uma maneira de ganhar), a única maneira de ganhar numa Hell in a Cell é por pinfall ou submissão. Como em uma partida de Steel Cage Match, count-outs e incompatibilidades não se aplicam a um Hell in a Cell.
Geralmente, a luta entre os combatentes ocorre no interior da cela, enquanto a porta está bloqueada e acorrentada para manter fora Superstars que possam tentar interferir na luta. No entanto, houve lutas em que os lutadores lutaram fora (e mesmo em cima) da cela, bem como não-participantes interpondo-se na luta:
- Na primeira Hell in a Cell Match da história a porta estava aberta para permitir a remoção de um cinegrafista ferido, que havia sido atacado por Shawn Michaels. Isto levou ele e The Undertaker lutarem fora da cela, e os dois acabaram escalando a estrutura e lutando no topo da cela. Isto levou à primeira queda de cela, quando Shawn Michaels, pendurado na ponta da estrutura, teve as mãos pisado por The Undertaker e caiu da estrutura, colidindo com a mesa dos comentaristas.

- Também na primeira Hell in a Cell Match, o objetivo de não interferência não foi alcançado quando Kane fez sua estréia, arrombando a porta da gaiola e aplicando um Tombstone Piledriver em The Undertaker.Shawn Michaels aproveitou para fazer o pin em Undertaker.

- No King Of The Ring de 1998, em um combate entre Mankind e The Undertaker, ambos subiram para o teto da cela e lutaram lá em cima. Após alguns momentos, Undertaker empurra Mankind, que cai do topo da cela sobre a mesa de comentaristas. Depois disso,  com Mankind continuando a lutar e novamente subindo a grade, Undertaker lhe aplica um Chokeslam através do teto da cela, rompendo a mesma e fazendo-o cair no chão do ringue. A luta ainda conta com outro momento incrível, quando undertaker aplica outro chokeslam em Mankind, dessa vez em cima de tarraxas espalhadas no ringue. Mankind saiu da luta com o nariz quebrado, um dente arrancado, uma costela quebrada e outras lesões. Essa luta acabou ganhando o Slammy Award de 1998 como luta do ano, e é considerada por muitos como a luta mais arriscada da história do Wrestling.
- Houve ainda, em 2011, no Monday Night Raw do dia 26/09, um combate Hell in a Cell, onde John Cena defendeu o titulo da WWE contra Dolph Ziggler, Cm Punk, Alberto del Rio e Jack Swagger. O evento, entretanto, não foi televisionado e so foi possivel ver a luta por meio de vídeos que foram gravados pelos fãs que estavam na arena naquele dia. A luta durou pouco mais de 10 minutos e Cena reteve seu cinturão com sucesso.
- Undertaker vs The Big Boss Man é considerada pelos fãs a pior Hell in a Cell da história. A luta foi fraca, sem a violência tradicional das lutas do gênero, e ainda contou com um dos momentos mais bizarros da WWE. No final da luta, Undertaker amarrou o pescoço de Big Boss Man na jaula, enforcando-o. Em compensação, DX vs McMahons e Big Show é tida como uma das mais cruéis e como a mais sangrenta da história do Hell in a Cell. Ao final da luta, os McMahons (Shane McMahon e Vince McMahon) tiveram que sair de maca depois do combate. A luta foi finalizada com Triple H, dando um golpe com uma marreta  na nuca de Vince McMahon e é tido como um dos momentos mais demoníacos da carreira de HHH.

## Combates
| No. | Luta                                                                                        | Estipulação | Evento              | Duração |
| --- | ------------------------------------------------------------------------------------------- | --- | ------------------- | ------- |
| 1   | Shawn Michaels derrotou Undertaker                                                          | Luta Hell in a Cell individual | Badd Blood          | 30:00   |
| 2   | Undertaker & Steve Austin vs. Mick Foley & Kane acabou sem vencedor                         | Luta Hell in a Cell em duplas | Raw Is War          | 10:38   |
| 3   | Undertaker derrotou Mick Foley                                                              | Luta Hell in a Cell individual | King of the Ring    | 16:00   |
| 4   | Mick Foley vs. Kane (com Undertaker) acabou sem vencedor                                    | Luta Hell in a Cell individual | Raw Is War          | 7:41    |
| 5   | Undertaker derrotou The Big Boss Man                                                        | Luta Hell in a Cell individual | WrestleMania XV     | 9:48    |
| 6   | Triple H (c) derrotou Mick Foley                                                            | Luta Hell in a Cell individual pelo WWF Championship. Se Mick Foley perdesse, deveria se aposentar.                                | No Way Out          | 23:59   |
| 7   | Kurt Angle (c) derrotou Undertaker, Triple H, Steve Austin, Rikishi e The Rock              | Luta Armageddon Hell in a Cell pelo WWF Championship                                                                               | Armageddon          | 32:26   |
| 8   | Triple H derrotou Chris Jericho                                                             | Luta Hell in a Cell individual | Judgment Day        | 24:31   |
| 9   | Brock Lesnar (c) (com Paul Heyman) derrotou Undertaker                                      | Luta Hell in a Cell individual pelo WWE Championship                                                                               | No Mercy            | 27:18   |
| 10  | Triple H (c) derrotou Kevin Nash                                                            | Luta Hell in a Cell individual pelo World Heavyweight Championship com Mick Foley como árbitro                                     | Bad Blood           | 21:01   |
| 11  | Triple H derrotou Shawn Michaels                                                            | Luta Hell in a Cell individual | Bad Blood           | 47:26   |
| 12  | Batista (c) derrotou Triple H                                                               | Luta Hell in a Cell individual pelo World Heavyweight Championship                                                                 | Vengeance           | 26:54   |
| 13  | Undertaker derrotou Randy Orton (com "Cowboy" Bob Orton)                                    | Luta Hell in a Cell individual | Armageddon          | 30:31   |
| 14  | D-Generation X (Triple H e Shawn Michaels) derrotou Vince McMahon, Shane McMahon e Big Show | Luta Hell in a Cell 3-contra-2. Foi a estreia da "versão ampliada" da cela.                                                        | Unforgiven          | 25:04   |
| 15  | Batista (c) derrotou Undertaker                                                             | Luta Hell in a Cell pelo World Heavyweight Championship                                                                            | Survivor Series     | 21:24   |
| 16  | Undertaker derrotou Edge                                                                    | Luta Hell in a Cell | SummerSlam          | 26:43   |
| 17  | Undertaker derrotou CM Punk (c)                                                             | Luta Hell in a Cell pelo World Heavyweight Championship; primeira vez que o título mudou de mãos em uma luta Hell in a Cell Hell   | Hell in a Cell      | 10:24   |
| 18  | Randy Orton derrotou John Cena (c)                                                          | Luta Hell in a Cell pelo WWE Championship                                                                                          | Hell in a Cell      | 21:24   |
| 19  | D-Generation X (Triple H e Shawn Michaels) derrotou Legacy (Cody Rhodes e Ted DiBiase)      | Luta Tornado Tag Team Hell in a Cell                                                                                               | Hell in a Cell      | 18:02   |
| 20  | Randy Orton (c) derrotou Sheamus                                                            | Luta Hell in a Cell individual pelo WWE Championship                                                                               | Hell in a Cell      | 22:51   |
| 21  | Kane (c) derrotou Undertaker (com Paul Bearer)                                              | Luta Hell in a Cell individual pelo World Heavyweight Championship                                                                 | Hell in a Cell      | 21:38   |
| 22  | Alberto Del Rio derrotou John Cena (c) e CM Punk                                            | Luta Triple Threat Hell in a Cell pelo WWE Championship                                                                            | Hell in a Cell      | 24:10   |
| 23  | Mark Henry (c) derrotou Randy Orton                                                         | Luta Hell in a Cell individual pelo World Heavyweight Championship                                                                 | Hell in a Cell      | 15:59   |
| 24  | The Undertaker derrotou Triple H                                                            | Luta Hell in a Cell individual com Shawn Michaels como árbitro                                                                     | WrestleMania XXVIII | 30:52   |
| 25  | CM Punk (c) derrotou Ryback                                                                 | Luta Hell in a Cell individual pelo WWE Championship                                                                               | Hell in a Cell      | 11:21   |
| 26  | CM Punk derrotou Ryback e Paul Heyman                                                       | Luta Hell in a Cell 2-contra-1 | Hell in a Cell      | 09:23   |
| 27  | Randy Orton derrotou Daniel Bryan                                                           | Luta Hell in a Cell individual pelo vago WWE Championship com Shawn Michaels como árbitro                                          | Hell in a Cell      | 30:26   |
| 28  | John Cena derrotou Randy Orton                                                              | Luta Hell in a Cell para determinar o desafiante ao WWE World Heavyweight Championship.                                            | Hell in a Cell 2014 | 25:51   |
| 29  | Seth Rollins derrotou Dean Ambrose                                                          | Luta Hell in a Cell | Hell in a Cell 2014 | 13:50   |
| 30  | Roman Reigns derrotou Bray Wyatt                                                            | Luta Hell in a Cell | Hell in a Cell 2015 | 23:36   |
| 31  | Brock Lesnar derrotou The Undertaker                                                        | Luta Hell in a Cell | Hell in a Cell 2015 | 29:24   |
| 32  | The Undertaker derrotou Shane McMahon                                                       | Luta Hell in a Cell individual; se Shane ganhasse, ele teria controle do Raw e Undertaker não poderia mais lutar em WrestleManias. | WrestleMania 32     | 30:05   |
| 33  | Roman Reigns derrotou Rusev                                                                 | Luta Hell in a Cell pelo Campeonato dos Estados Unidos da WWE.                                                                     | Hell in a Cell 2016 | 24:35   |
| 35  | Kevin Owens (c) derrotou Seth Rollins                                                       | Luta Hell in a Cell pelo Campeonato Universal da WWE.                                                                              | Hell in a Cell 2016 | 23:15   |
| 34  | Charlotte derrotou Sasha Banks (c)                                                          | Luta Hell in a Cell pelo Campeonato Feminino do Raw.                                                                               | Hell in a Cell 2016 | 21:59   |